# Marguerite Charpentier (logement social)
Pour les articles homonymes, voir Marguerite Charpentier et Charpentier (homonymie).
Marguerite Charpentier, née le 27 février 1914 à Poitiers (Vienne) et morte le 13 mars 1976 à Paris, est une militante française du logement social, et la fondatrice d'une communauté missionnaire de femmes laïques à Chaville (Hauts-de-Seine).

## Biographie

### Enfance et formation
Marguerite Charpentier est la fille d'Emmanuel Charpentier, employé de commerce puis magasinier chez le fabricant de clé Bricard, et d'Édith Brisson. Elle a un frère, Louis Charpentier. La famille vient s'installer dans les années vingt à Paris, dans les habitations à bon marché fondée par l'abbé Jean Viollet.
Elle passe le certificat d'études primaires, pour lequel elle est reçue brillamment, et commence à faire du secrétariat pour l'abbé Viollet. C'est également le début de son engagement dans le scoutisme, dans la section neutre de la Fédération Française des Éclaireuses.
Gravement malade, elle se rend alors en pèlerinage à Lourdes, d'où elle revient guérie.
Elle renforce ensuite son engagement d'éclaireuse : elle devient commissaire et prend en charge une troupe de petites ailes (7-12 ans) dans un quartier populaire de Chaville.

### Création de la librairie-papeterieChez-nous
En découvrant le livre de Jacques Lœw, En mission prolétarienne, elle décide de créer une résidence comme celle qu'il a créé à Marseille. Ainsi, en janvier 1948, elle s'installe avec une amie au 140 avenue Roger-Salengro, en plein dans le quartier populaire du Doisu, à Chaville.
Progressivement, elle y anime une communauté de plusieurs jeunes femmes, souvent anciennes éclaireuses, et qui travaillent en usine. Certaines n'y restent que quelques mois.
En 1950, elle ouvre la librairie-papeterie Chez-nous, fondée sous la forme d'une association, qui lui donne un moyen de subsistance, mais aussi une raison de vivre dans un quartier populaire, avec un objectif « missionnaire, culturel et social ». La librairie se prolongeait par une bibliothèque et une remise, et au premier étage se trouvait un appartement de trois pièces, avec un coin cuisine.
L'activité de Chez-nous s'est progressivement développée, notamment via des actions de solidarité (piqûres gratuites à domicile, distribution de soupe aux personnes âgées), qui ont fait connaître l'action de la résidence dans le quartier. Marguerite Charpentier organise ensuite des colonies de vacances, et l'hébergement de prostituées et d'adolescentes qui viennent de maisons de redressement.
Une charte est instituée pour l'hébergement des femmes dans la résidence, stipulant la mise en commun des ressources, le célibat pour an (ne pas se marier dans l'année), et la participation à l'Eucharistie, selon la présence de prêtres. Cette présence est initialement ponctuelle, mais fortement souhaitée par les sympathisants de Chez-nous. Les prêtres qui viennent à la résidence sont le plus souvent des dominicains, mis en contact via Louis Charpentier, étudiant au Saulchoir. Mais cette présence reste ponctuelle, et Marguerite Charpentier réclame la présence continue d'un prêtre.
À partir du mois d'août 1951, toujours grâce aux contacts de Louis Charpentier au Saulchoir, Bernard Gardey, prêtre-ouvrier dominicain, vient habiter à Chaville pour travailler avec Marguerite Charpentier, son amie, et le réseau de Chez-nous. Il s'installe non-loin de la librairie-papeterie, travaille chez Renault, et y est également syndiqué à la CGT,. Il avait rencontré la communauté de Marguerite Charpentier pendant l'été 1947, lors d'une journée d'étude et de réflexion non loin du Saulchoir, et rendait régulièrement visite à la résidence depuis le début de l'année 1951. À partir de son installation, il tient des messes pour la communauté dans la remise de Chez-nous.

### Création de l'Association Populaire du Logement
Dans le quartier du Doisu, la communauté de Chez-nous est confrontée à d'importants problèmes de logement, et souhaite s'opposer aux expulsions, puis à l'insalubrité et la pénurie de logement. Leur première action a été de mener une enquête faisant état de la situation du logement à Chaville, et contant des suggestions d'amélioration de la crise. Les enquêteurs sont eux-mêmes des mal-logés, dans la lignée des études menées par Économie et Humanisme. Une fois l'enquête effectuée, Louis-Joseph Lebret, membre de cette dernière association, atteste du sérieux de l'enquête. Elle devient ainsi une brochure, publiée en 1951, sous le nom de Des maisons pour Chaville, et est proposée dans la devanture de Chez-nous.
Marguerite Charpentier et Bernard Gardey décident alors de fonder l'Association Populaire du Logement, qui a pour but de réunir celles et ceux qui souhaitent améliorer la situation du logement à Chaville, quelles que soient leurs opinions politiques ou religieuses. L'association est elle-même dirigée par des mal-logés, et met en place un réseau de responsables de quartiers. Elle arrive à contraindre la municipalité de reloger par réquisition une vingtaine de familles, mais juge cela insuffisant, estimant qu'il faut créer de nouveaux logements à Chaville.
Cela devient possible grâce à Joseph Grospiron, ingénieur aux usines Renault, qui a acheté la brochure Des maisons pour Chaville dans la librairie, et pris contact avec l'Association Populaire du Logement.  Il arrive à négocier une participation à 50% de la Régie Renault dans la création de la coopérative HLM de l'Association Populaire du Logement, née en 1953 sous l'impulsion de Marguerite Charpentier et Bernard Gardey. L'objectif de cette coopérative est d'être indépendante du pouvoir municipal ou patronal, tous les futurs locataires s'engageant à participer aux travaux, et au conseil d'administration. Un premier terrain est acheté route du Sablé pour y aménager les premiers logements de la coopérative.
En 1955, le premier lot de 30 logements, le groupe Vivre est achevé, sur le modèle des Castors.
Ensuite, Marguerite Charpentier se lance dans la création d'un second ensemble de logements. Mais la crise des prêtres ouvriers de 1954 oblige Bernard Gardey à diminuer peu à peu son soutien, jusqu'à quitter Chaville en 1959. De nombreuses autres difficultés vont émailler cette construction, du départ de soutiens au refus du maire de signer le permis de construire, en passant par un accident de vespa de Marguerite Charpentier.
Malgré tout, Marguerite Charpentier réussit à mener à bien le deuxième ensemble de l'Association Populaire du Logement, le groupe Vaincre, constitué de 150 logements, rue de Jouy.

### Vie de famille, et départ deChez-nous
Cependant, Marguerite Charpentier doit quitter Chez-nous pour pouvoir élever les deux enfants qu'elle a adoptés. La communauté de Chez-nous a tenu jusqu'à l'achèvement des logements du groupe Vaincre, mais n'a pas survécu à son départ.
Elle s'installe alors dans le premier groupe de logements construits par l'Association Populaire du Logement, et devient animatrice du centre social qui se trouve juste à côté de son appartement.
Vers 1966-1967, elle quitte Chaville pour la commune voisine de Viroflay. Elle y travaille alors comme employée d'édition, jusqu'à sa mort en 1976.